# انتقام (فیلم ۲۰۱۷)
انتقام (به انگلیسی: Revenge) فیلمی فرانسوی در ژانر تجاوز و انتقام اکشن مهیج محصول ۲۰۱۷ به نویسندگی و کارگردانی کورالی فارژا است. ماتیلدا لوتز، کوین یانسنس، وینسنت کلمبه و گیوم بوشید در این فیلم به ایفای نقش پرداخته‌اند. داستان در مورد زن جوانی است که توسط سه مرد مورد تجاوز قرار می‌گیرد و در بیابان، مرده رها می‌شود. او در آن‌جا بهبود می‌یابد و به‌دنبال انتقام از اشخاص ضارب است.

## داستان
فیلم داستان دختر جوانی است که به همراه معشوق متأهلش به ویلایی در دشتی دورافتاده می‌رود؛ ولی ناگاه دو تن از دوستان مرد برای شکار به ویلا می‌آیند. یکی از مردها که شیفتهٔ دختر شده در فردای آن روز در ساعتی که دختر از مرد مورد علاقه‌اش دور است به او تجاوز جنسی می‌کند. مرد در بازگشت وقتی متوجه داستان می‌شود به معشوقه اش پیشنهاد می‌کند در برابر دریافت امتیازاتی این ماجرا را فراموش کند، ولی وقتی مقاومت دختر را می‌بیند برای فرار از درد سر اقدام به قتل دختر می‌کند، ولی دختر به‌طور معجزه‌آسایی زنده مانده و با آن سه مرد درگیر می‌شود و سرانجام هر سه را از میان می‌برد.